# Encyclopedia of Life
L'Encyclopedia of Life, abreujat EOL'' (en català, «Enciclopèdia de la vida») és una enciclopèdia col·laborativa i gratuïta en xarxa que pretén documentar la totalitat de les 1,8 milions d'espècies vivents conegudes actualment per la ciència. És constituïda per informació de bases de dades ja existents i per contribucions d'experts i aficionats de tot el món. Té com a objectiu construir una pàgina «infinitament ampliable» per a cada espècie, incloent vídeos, imatges, sons, gràfics, així com text. A més a més, l'enciclopèdia incorporarà la Biodiversity Heritage Library, que contindrà les col·leccions impreses digitalitzades de les biblioteques més grans d'història natural del món. El projecte té un suport econòmic inicial de 50 milions de dòlars americans, donat per les fundacions MacArthur i Sloan.
L'Encyclopedia of Life va néixer el 26 de febrer del 2008 amb 30.000 entrades. El lloc web va esdevenir molt popular i van haver de tornar a les pàgines de demostració durant dos dies, quan va rebre més d'onze milions de visites.
Actualment, el comitè de govern del projecte té oficials del consorci de la Biodiversity Heritage Library, Museu Field d'Història Natural, Universitat Harvard, MacArthur Foundation, Marine Biological Laboratory, Missouri Botanical Garden, Sloan Foundation, i la Smithsonian Institution.

## Visió
El biòleg Edward Osborne Wilson va esmentar el seu somni de què algú iniciés el projecte durant la xerrada que va impartir al rebre el premi TED al març de 2007. Aquest somni esdevingué real quan cinc fundacions científiques van anunciar una donació inicial de 50 milions de dòlars per a dur a terme el projecte. La Viquipèdia va servir d'inspiració per a la Encyclopedia of Life.

## Etapes
S'estima que el temps emprat per a editar totes les espècies conegudes actualment serà d'uns deu anys. La pàgina provisional es posà en marxa el maig de 2007. Facilitava informació del projecte, FAQs (preguntes més freqüents) i pàgines de demostració limitades (de Kiwa hirsuta, Oryza sativa, Ursus maritimus i Amanita phalloides).
El 26 de febrer de 2008, dia del llançament, la primera versió de l'EoL rebé fins a 11,5 milions de visites en cinc hores i mitja, dues de les quals el web va estar caigut. Aquest excés de visites sobrecarregà el servidor i resultà molt complicat accedir-hi. El web es va tornar a tancar temporalment per a solucionar aquests problemes. El primer dia de funcionament es van penjar 25 pàgines completes, desenes de milers amb informació mínima (de les quals la majoria eren peixos) i prop d'un milió de pàgines que únicament contenien el nom de l'espècie. A principis del mes de setembre de 2008 s'hi va carregar informació de noves espècies extreta de webs com ARKive, AntWeb i Animal Diversity Web entre d'altres.